# Kings & Queens (альбом Audio Adrenaline)
Kings & Queens — девятый студийный альбом американской христианской рок-группы Audio Adrenaline, выпущенный 12 марта 2013 года на лейбле Fair Trade Services.
Это единственный альбом Audio Adrenaline с Кевином Максом в качестве вокалиста и последний альбом с басистом и основателем группы Уиллом Макгинниссом. Альбом стал первым после возвращения группы на лейбл Fair Trade Services. Kings & Queens получил одобрение музыкальных критиков и был отмечен успехами в чартах.

## Отзывы
| Оценки критиков        | Оценки критиков |
| Источник               | Оценка          |
| ---------------------- | --------------- |
| AllMusic               | [ 4 ]           |
| CCM Magazine           | [ 5 ]           |
| Christian Music Review | [ 6 ]           |
| Christian Music Zine   | [ 7 ]           |
| CM Addict              | [ 8 ]           |
| Cross Rhythms          | [ 9 ]           |
| Indie Vision Music     | [ 10 ]          |
| Jesus Freak Hideout    | ·               |
| Louder Than the Music  | [ 13 ]          |
| New Release Tuesday    | [ 14 ]          |
| The Phantom Tollbooth  | [ 15 ]          |
| Worship Leader         | [ 16 ]          |

Альбом получил положительные отзывы от музыкальных критиков. 13 музыкальных критиков проанализировали и оценили его. Работа получила две пятизвёздочные рецензии от CM Addict и New Release Tuesday. Альбом получил четыре четыре с половиной звезды из пяти от Christian Music Review, Christian Music Zine и Jesus Freak Hideout’s John DiBiase, Louder Than the Music, Worship Leader. Проект получил три четыре звезды из пяти от Allmusic, CCM Magazine, Indie Vision Music и The Phantom Tollbooth. Проект получил одну единственную рецензию на три с половиной звезды из пяти от Роджера Гелвика из Jesus Freak Hideout.
Эндрю Фандербурк из CM Addict назвал его «возможно, величайшим проектом возвращения в христианской музыке сегодня», который «не сбавляет темпа до самого конца проекта» и несёт в себе послание «дать нам возможность подняться на позицию, которую Иисус Христос создал для нас, и жить в этой позиции нашей идентичности в Нем». Сара Файн из New Release Tuesday заявила, что альбом «на высоте во всех аспектах, нет ни одной слабой песни, каждая из которых обладает огромным потенциалом, чтобы стать хитом. Хотя альбом различается по стилю и звучанию, постоянная тема искупления объединяет его, делая его альбомом, который хочется слушать снова и снова. Старые поклонники будут удивлены, узнав, как много от оригинального звучания перешло в новую форму, а старые и новые слушатели получат удовольствие от захватывающих мелодических перспектив, представленных здесь».
Дэниел Эджмен из Christian Music Review считает, что «все песни несут в себе великое послание. Я очень впечатлён глубиной текстов. После прослушивания этого альбома я вздохнул с облегчением: Audio Adrenaline вернулись». Эмили Кьонаас из Christian Music Zine предсказала, что «Kings & Queens оказался свежим альбомом, который заинтересует как старых, так и новых поклонников». Джоно Дэвис из Louder Than the Music нашёл, что «Как коллекция песен, Audio Adrenaline действительно превзошли себя здесь. Тексты и мелодии звучат свежо, что выделяет альбом на фоне многих других альбомов, существующих на данный момент. Здесь есть сочетание рок-треков и современных синтезаторных композиций, что делает Kings & Queens альбомом, на который стоит обратить внимание». ДиБиасе из Jesus Freak Hideout считает, что «Kings and Queens — это Audio Adrenaline с новым голосом для нового времени. Это будет один из лучших поп-роковых альбомов за последнее время, но его поклонники не смогут представить себе другого вокалиста, кроме Стюарта», но ДиБиасе раскритиковал, что «единственное, чего может не хватать Kings and Queens, — это более сырого рока, который группа демонстрировала на большинстве своих альбомов». Наконец, ДиБиасе заявил, что «Kings and Queens больше похожи на Don’t Censor Me с более отполированным поп-звучанием. Так что, если отбросить название группы, для сферы CCM это может быть просто небесная пара». В Worship Leader Грег Уоллес считает, что «группа с сильной родословной реализует свой потенциал».
Дэвид Джеффрис из Allmusic считает, что «если сложить все вместе, то это возвращение, к которому стоит вернуться, и ещё один яркий момент в дискографии группы». Грейс С. Аспинуолл из CCM Magazine написала: «В соответствии с недавней традицией возвращения тяжеловесов музыки, Audio A сохраняет свой фирменный попсовый, бодрый стиль, но с добавлением Кевина Макса на вокале, не похож ни на что, что мы слышали раньше. Солидный альбом от начала и до конца, он, несомненно, отличается новым звучанием. Основанная на техно рок атмосфера обеспечивает прочный фундамент, на который затем накладываются проникновенные тексты, плотное музыкальное сопровождение и отчётливый голос Кевина, в котором лишь слабо слышится плотное вибрато, характерное для лет dcTalk». Джонатан Андре из Indie Vision Music назвал альбом «одним из величайших возвращений в истории христианской музыки!». Берт Сарако из The Phantom Tollbooth подтвердил, что альбом «не разочарует», потому что группа «звучит энергичнее и увереннее, чем когда-либо», и при этом «умудряется быть коммерческой, не будучи банальной». В Cross Rhythms Тони Каммингс считает, что этот альбом — «отличная стартовая площадка». Гелвикс отметил, что «Kings & Queens претендует на роль самого исторического альбома, который выйдет в 2013 году, и, к счастью, он в значительной степени оправдывает себя». Нынешнему составу Audio Adrenaline ещё предстоит проделать большую работу, чтобы создать уникальную личность как новой группы, и хотя Kings & Queens — это солидная первая попытка достичь этой цели, в ближайшем будущем они могут позволить себе пойти на больший художественный риск".

## Коммерческие показатели
Альбом занял 70-е место в американском основном хит-параде Billboard 200 30 марта 2013 года и 4-е в чарте Christian Albums.

## Список композиций
| №                   | Название                   | Автор(ы)                                | Длительность |
| ------------------- | -------------------------- | --------------------------------------- | ------------ |
| 1.                  | «He Moves You Move»        | Mark Stuart, Jason Walker               | 3:03         |
| 2.                  | «Kings & Queens»           | Chuck Butler, Juan Otero, Joel Parisien | 3:49         |
| 3.                  | «Believer»                 | Kevin Max, Stuart, Walker               | 3:28         |
| 4.                  | «King of the Comebacks»    | Max, Seth Mosley, Stuart                | 3:03         |
| 5.                  | «Change My Name»           | Max, Mosley, Stuart                     | 3:52         |
| 6.                  | «20:17 (Raise the Banner)» | Dominic Balli, Stuart, Walker           | 3:23         |
| 7.                  | «Fire Never Sleeps»        | Nick Herbert, Martin Smith              | 4:33         |
| 8.                  | «Seeker»                   | Max, Mosley, Stuart                     | 3:20         |
| 9.                  | «I Climb the Mountain»     | Ricky Jackson, Anthony Skinner          | 4:28         |
| 10.                 | «The Answer»               | Max, Mosley                             | 3:58         |
| Общая длительность: | Общая длительность:        | Общая длительность:                     | 36:57        |

## Участники записи
- Марк Стюарт — вокал
- Тайлер Буркум — гитара, вокал
- Уилл МакГиннисс — бас, вокал
- Бен Сисселл — барабаны, вокал

## Чарты
| Чарт (2013)                      | Высшая позиция |
| -------------------------------- | -------------- |
| США (Billboard 200)              | 70             |
| США (Billboard Christian Albums) | 4              |